# Polanka (Petite-Pologne)
Pour les articles homonymes, voir Polanka.
Polanka est un village polonais de la gmina de Myślenice dans le powiat de Myślenice et dans la voïvodie de Petite-Pologne. Il se situe à environ 4 km au nord de Myślenice et à 22 km au sud de la capitale régionale Cracovie.